# Varvara Lepchenko
Varvara Petrovina Lepchenko (ucraniano: Варвара Петрiвна Лепченко; nascida em 21 de maio de 1986, em Tashkent) é uma tenista profissional americana, nascida uzbeque. Já defendeu as cores do Uzbequistão e é descendente de ucranianos. Conquistou um WTA Challenger (chamado atualmente de WTA 125) de simples e, no circuito ITF, 13 títulos de simples e 1 de duplas.
Lepchenko foi provisoriamente suspensa do circuito WTA em 2016, após ser diagnosticado o uso do medicamento para coração Meldonium, embora tenha "não tenha culpa ou tenha sido negligente", segundo a Federação Internacional de Tênis. Em 2022, recebeu quatro anos de suspensão (retroativo desde agosto de 2021), após testar positivo para os estimulantes Adrafinila e Modafinil. No entanto, a pena, que expiraria em agosto de 2025, foi reduzida para 21 meses. Em maio de 2023, a jogadora pode voltar à competição, inscrita no ITF de Málaga.

## Finais

### Circuto WTA

#### Simples: 1 (1 vice)
| Legenda                             |
| ----------------------------------- |
| Grand Slam (0–0)                    |
| WTA Tour (0–0)                      |
| Premier Mandatory & Premier 5 (0–0) |
| Premier (0–0)                       |
| International (0–1)                 |

| Finais por piso |
| --------------- |
| Duro (0–1)      |
| Saibro (0–0)    |
| Grama (0–0)     |
| Carpete (0–0)   |

| Posição | N. | Data             | Torneio                             | Piso | Oponente          | Placar         |
| ------- | -- | ---------------- | ----------------------------------- | ---- | ----------------- | -------------- |
| Vice    | 1. | 21 Setembro 2014 | Kia Korea Open, Seul, Coréia do Sul | duro | Karolína Plíšková | 3–6, 7–65, 2–6 |

### Circuto WTA Challenger (125)

#### Simples: 1 (1 título)
| Posição | N. | Data        | Torneio                           | Piso   | Oponente   | Placar         |
| ------- | -- | ----------- | --------------------------------- | ------ | ---------- | -------------- |
| Campeã  | 1. | Agosto/2021 | LTP Women's Open, Charleston, EUA | saibro | Jamie Loeb | 7–64, 4–6, 6–4 |